# Thiên Chúa, Danh dự, Tổ quốc

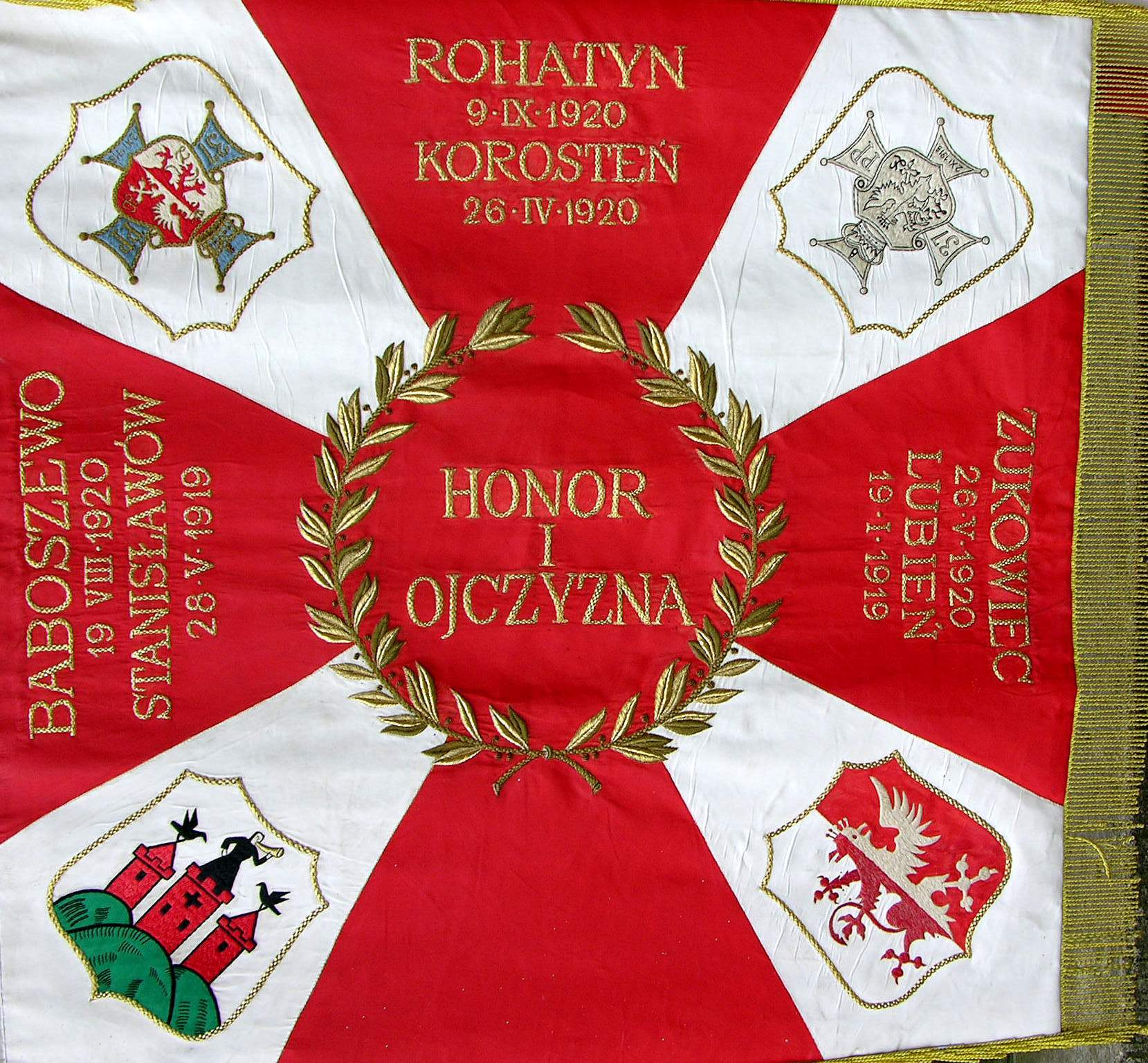
Khẩu hiệu "Honor i Ojczyzna" được thấy trên cờ hiệu quân sự của một đơn vị quân đội Ba Lan trong giai đoạn giữa hai cuộc chiến tranh, Trung đoàn Bộ binh số 37.

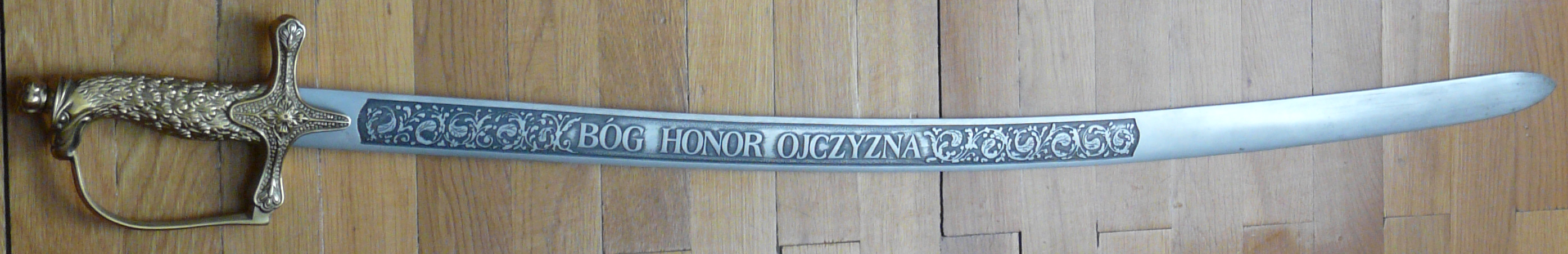
Khẩu hiệu "Bóg, Honor, Ojczyzna" trên một szabla trang trí.

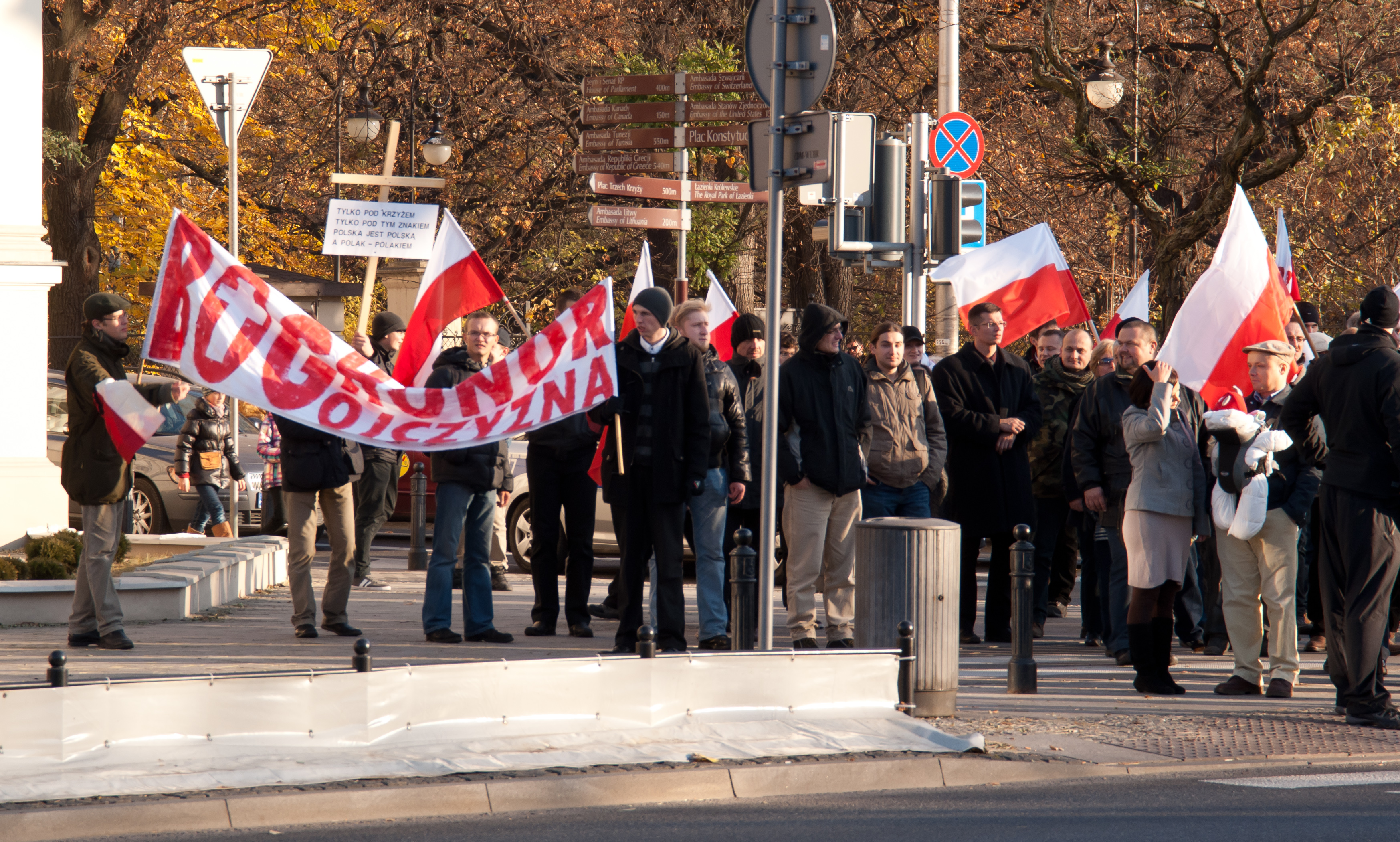
Khẩu hiệu "Bóg, Honor, Ojczyzna" trên băng rôn của những người tham gia lễ kỷ niệm Ngày Quốc khánh (Ba Lan) năm 2011.

Thiên Chúa, Danh dự, Tổ quốc hoặc Danh dự và Tổ quốc (Polish: Bóg, Honor, Ojczyzna hoặcHonor i Ojczyzna) là một trong những Tiêu ngữ không chính thức của Ba Lan. Thường được xem là khẩu hiệu của Lực lượng vũ trang Ba Lan, và được xác nhận bằng nhiều nghị định pháp lý của Ba Lan. Khởi nguồn từ lịch sử trong giai đoạn Phân chia Ba Lan và quân chủng Ba Lan trong Grande Armée.

## Từ nguyên học
Danh từ ojczyzna xuất phát từ ojciec (từ trong Ba Lan là "cha"), đó là lý do tại sao "tổ quốc (fatherland)" trở thành cách dịch phổ biến cho thuật ngữ này. Đôi khi từ này được diễn giải theo nghĩa đen là "mảnh đất của những người cha". Tuy nhiên, tự thân từ ojczyzna nghĩa là giống cái - giống như Polska (từ endonym (tạm dịch: đồng nghĩa) cho từ Ba Lan) - vì vậy cũng có thể được dịch là Đất mẹ/ Tổ quốc (motherland) với mức độ chính xác tương tự. Để tránh nhầm lẫn và giữ thái độ trung lập, một vài người dịch ojczyzna đơn giản thành "Quê hương" để tránh sự thiên vị giữa Quê cha với Đất mẹ (fatherland/motherland). Thuật ngữ "Quê hương" với cách đánh vần và phát âm tương tự ojczyzna cũng xuất hiện trong các Ngữ tộc Slav khác, chẳng hạn Tiếng Nga là отчизна hay otčina trong Tiếng Séc.

## Lịch sử
Cụm từ "Danh dự và Tổ quốc" có thể bắt nguồn từ những khẩu hiệu và biểu ngữ của những nhà cách mạng Ba Lan ở thế kỷ 19 đấu tranh cho giành lại độc lập cho Ba Lan sau khi Phân chia Ba Lan. Đây cũng là khẩu hiệu của Bắc Đẩu Bội tinh Pháp, do Napoleon lập ra năm 1802. Có khả năng là cụm từ đã được đem về Ba Lan bởi những người lính trong Quân đoàn Ba Lan thời Napoleon. Khẩu hiệu được đưa ra như là cụm từ dùng trong các cờ hiệu trong quân đội Ba Lan vừa tái lập của Đệ Nhị Cộng hòa Ba Lan năm 1919. Từ Thiên Chúa được chính thức bổ sung vào các cờ nghi thức thông qua nghị định năm 1943 của Chính phủ Ba Lan lưu vong, đặt trước các từ Danh dự và Tổ quốc. Nghị định này vẫn còn hiệu lực cho đến khi được thay đổi bởi chính phủ cộng sản Cộng hòa Nhân dân Ba Lan vào năm 1955, thành "Vì Tổ quốc của chúng ta, Cộng hòa Nhân dân Ba Lan" ("Za naszą Ojczyznę Polską Rzeczpospolitą Ludową"). Sau Sự sụp đổ của Liên Xô và Đông Âu, cụm từ "Thiên Chúa, Danh dự, Tổ quốc" đã được phục hồi bởi chính phủ Lịch sử Ba Lan (1989 đến nay) vào năm 1993. Kể từ năm 2018, cụm từ này được đưa vào hộ chiếu Ba Lan.

## Ý nghĩa
Khẩu hiệu được diễn giải như là để xác nhận lại điều khoản trong Hiến pháp của Ba Lan nói về nghĩa vụ công dân là phục vụ Quê cha (ojczyzna), với Khế ước xã hội cho phép các ngoại lệ Danh dự và Đức tin (Ojczyźnie wszystko, prócz miłości Boga najwyższego i Honoru). Nó còn là một trong những biểu tượng kết nối Chủ nghĩa yêu nước Ba Lan với tín ngưỡng (Giáo hội Công giáo Rôma).